# Спифридат (мятежник)
Спифридат (др.-греч. Σπιθριδάτης) — военачальник в начале IV века до н. э.
Точных сведений о его происхождении античная историография не передаёт, хотя, согласно рассказу Ксенофонту, по своей родовитости и могуществу Спифридат «не уступал никому из персов». Исследователи Э. В. Рунг и В. П. Орлов допускают возможность родства Спифридата с другими носителями этого имени. Речь идёт о его тёзке, принимавшем участие в подавлении бунта сатрапа Лидии Писсуфна, восставшего против Дария II между 421 и 412 годами до н. э. А также о правителе Ионии и Лидии, сражавшемся с македонянами в битве при Гранике в мае 334 года до н. э.
Спифридат вместе с Ратином в 400 году до н. э. был направлен Фарнабазом, чтобы помешать «десяти тысячам грекам» пройти через Вифинию. В 396 году до н. э. оскорблённый Фарнабазом, пожелавшим взять дочь Спифридата в наложницы, и подстрекаемый Лисандром перешел на сторону царя Спарты Агесилая. При этом Спифридат взял с собой членов своей семьи, войско и сокровищницу. Через него спартанский правитель смог получить важную информацию о Фарнабазе. По свидетельству Плутарха, Спифридат сопровождал Агесилая во всех его походах. Через посредничество Спифридата был заключен союз с правителем Пафлагонии Котисом. В благодарность Агесилай организовал брак дочери Спифридата с Котисом. Однако, когда впоследствии Спифридат с помощью спартанца Гериппида, захватил лагерь Фарнабаза, они не сошлись при дележе добычи. Тогда Спифридат удалился с воинами в Сарды, что очень опечалило Агесилая.
Сыном Спифридата был Мегабат, которого Агесилай горячо любил.